# Голоскове
Голоскóве — село в Україні, у Кривоозерській селищній громаді Первомайського району Миколаївської області. Населення становить понад 600 осіб.

У селі є міст через Південний Буг, за яким село Люшнювате, Голованівський район, Кіровоградська область.

## Походження назви
Ще за часів козацької доби через територію сучасного села, яке виходить до річки Південний Буг, проходив
чумацький шлях козаків. Мостів у ті древні часи в цих краях через річку не було. Були лише примітивні пороми. Тому чумаки кричали в тумані (подавали голос, голосували), щоб їх переправили на той, чи інший бік. Так і пішла назва поселення — Голоскове.

## Герб
В золотому щиті справа виходить червона скеля,обтяжена золотою підковою, з неї виходить червоний водяний млин, на який виливається лазуровий потік, з’єднаний з хвилястою базою. Над млином летять дві чорних співобернених ластівки.

## Історія
У 1863 році в Голосковому була власна синагога а уже в 1889 р. синагог у містечку налічувалось уже дві.
Містечко Голоскове разом із селом Ониськове в XIX столітті належали генералові Монастирському, який збудував відомий на всю округу п’ятиповерховий млин на річці Південний Буг. Млин за добу давав тисячу пудів намеленої муки відмінної якості, яка йшла навіть на експорт.  Також є легенди про те, як Тарас Шевченко відвідав гучний голосківській ярмарок і сів відпочити біля млина під столітньою вербою.
У 1909 році, після смерті Якова-Елі Шапіоро, рабином містечка Голоскове став його син — Хаїм Шапіро. Уже у той період містечко мало соціально розвинену інфраструктуру, так у місті було близько 8 перукарень, низка різноманітних майстерень, куди з'їжджалися люди з усіх найближчих околиць.
У червні 1919 року у Голоскове відбувся погром, влаштований частинами Добровольчої армії, або денікинцями, які прийшли на українську землю з Півдня Росії (Кубань).
20—23 січня 1920 року у Голосковому під час Зимового походу стояв Кінний полк Чорних Запорожців Армії УНР.
Під час Другої світової війни та Голокосту Голоскове підпало під румунську зону окупації. У вересні 1941 року в Голосковому був розстріляний 241 єврей. У селі досі є братська могила розстріляних, однак в розваленому стані, на старому єврейському кладовищі.
У травні 1945 року відбудовано зруйновані під час Другої світової війни голосківський млин і комори для зерна.
У 1948 році розпочато будівництво Голосківської ГЕС, яка мала обслуговувати колгоспи Голосківської і Ониськівської сільрад і сусідні райони.

1950 готується до будівництва друга черга ГЕС у с. Голоскове [та Ониськове].
У 1951 році до села були переселені люди із Дрогобицької області в рамках так званої «Акції — 51» у зв'язку із поділом кордону між Польщею та колишнім СРСР.
У 1967 році запрацювала новозбудована Голосківська середня школа. Навколо школи росте молодий сад.
У 1972 році побудовано та здано в  експлуатацію 2-поверховий адміністративний будинок, де розмістилися контора колгоспу, сільська рада, відділення зв’язку.
У 1983 році почав функціонування новий двоповерховий дитячий садок.

## Видатні уродженці
- Зубицький Володимир Данилович — український композитор та виконавець (баяніст;
- Зубицький Олександр Данилович — лікар гастроентеролог вищої категорії, лікар з народної і нетрадиційної медицини;
- Квітко Лев Мойсейович — радянський поет українсько-єврейського походження;
- Григор'єва Лілія Іванівна — суддя Верховного Суду України, заслужений юрист України, нагороджена орденом княгині Ольги ІІІ ступеня.